# Onda simple
Una onda simple es un flujo en una región adyacente a una región de estado constante. En el lenguaje de la invariante de Riemann, la onda simple también se puede definir como la zona en la que todas las invariantes de Riemann, excepto una, son constantes en la región de interés y, en consecuencia, una zona de onda simple está cubierta por arcos de características que son líneas rectas.
Las ondas simples se producen con bastante frecuencia en la naturaleza. Existe un teorema (véase Courant y Friedrichs) que establece que «un estado de flujo no constante adyacente a un valor constante es siempre una onda simple». Todos los abanicos de expansión, incluido el abanico de expansión de Prandtl-Meyer, son ondas simples. Las ondas compresivas hasta que se forman ondas de choque también son ondas simples. Los choques débiles (incluidas las ondas sonoras) también son ondas simples hasta una aproximación de segundo orden en la intensidad del choque.
Las ondas simples también se definen por el comportamiento de que todas las características bajo la transformación hodográfica se colapsan en una sola curva. Esto significa que la jacobiana involucrada en la transformación hodográfica es cero.

## Ondas simples unidimensionales inestables
Sea {\displaystyle \rho } la densidad del gas, {\displaystyle u} la velocidad, {\displaystyle p} la presión y {\displaystyle c={\sqrt {(\partial p/\partial \rho )_{s}}}} la velocidad del sonido. En flujos isentrópicos, la entropía {\displaystyle s} es constante y, si el estado inicial del gas es homogéneo, la entropía es constante en todo momento y en todo lugar, por lo que la presión es una función solo de {\displaystyle \rho }, es decir, {\displaystyle p=p(\rho )}. En ondas simples, todas las variables dependientes son solo funciones de cualquiera de las variables dependientes (esto es ciertamente el caso en las ondas sonoras unidimensionales) y, por lo tanto, podemos suponer que la velocidad también es una función solo de {\displaystyle \rho }. Es decir, {\displaystyle u=u(\rho ).} Esta última propiedad es la causa del origen del nombre onda simple, aunque la onda no es lineal.
A partir de las ecuaciones unidimensionales de Euler (dinámica de fluidos), tenemos
{\displaystyle {\frac {\partial \rho }{\partial t}}+{\frac {\partial (\rho u)}{\partial x}}=0}
{\displaystyle {\frac {\partial u}{\partial t}}+u{\frac {\partial u}{\partial x}}+{\frac {1}{\rho }}{\frac {\partial p}{\partial x}}=0}
que, debido a que {\displaystyle u=u(\rho )}, se puede escribir como
{\displaystyle {\frac {\partial \rho }{\partial t}}+{\frac {d(\rho u)}{d\rho }}{\frac {\partial \rho }{\partial x}}=0}
{\displaystyle {\frac {\partial u}{\partial t}}+\left(u+{\frac {1}{\rho }}{\frac {dp}{du}}\right){\frac {\partial u}{\partial x}}=0.}
Además, dado que (recuerde que la derivada temporal de una función {\displaystyle f(x,t)} integrada a lo largo de una curva {\displaystyle x=\varphi (t)} viene dada por {\displaystyle (df/dt)_{\varphi }=\partial f/\partial t+(dx/dt)_{\varphi }\partial f/\partial x})
{\displaystyle {\frac {\partial \rho /\partial t}{\partial \rho /\partial x}}=-\left({\frac {\partial x}{\partial t}}\right)_{\rho },\quad {\frac {\partial u/\partial t}{\partial u/\partial x}}=-\left({\frac {\partial x}{\partial t}}\right)_{u},}
Las dos ecuaciones conducen a
{\displaystyle \left({\frac {\partial x}{\partial t}}\right)_{\rho }={\frac {d(\rho u)}{d\rho }}=u+\rho {\frac {du}{d\rho }},\quad \left({\frac {\partial x}{\partial t}}\right)_{u}=u+{\frac {1}{\rho }}{\frac {dp}{du}}.}
Sin embargo, dado que {\displaystyle \rho } determina {\displaystyle u} y, por lo tanto, las derivadas anteriores deben ser iguales para que {\displaystyle \rho du/d\rho =(1/\rho )dp/du=(c^{2}/\rho )d\rho /du}. Así, obtenemos {\displaystyle du/d\rho =\pm c/\rho }, de donde
{\displaystyle u=\pm \int {\frac {c}{\rho }}d\rho =\pm \int {\frac {dp}{\rho c}}.}
Esta ecuación proporciona la relación requerida {\displaystyle u=u(\rho )} o, {\displaystyle c=c(u)} o, {\displaystyle u=u(p)} etc. La ecuación anterior es solo una afirmación de que el {\displaystyle J_{+}} o el {\displaystyle J_{-}} invariante de Riemann es constante.
Así, se obtiene
{\displaystyle \left({\frac {\partial x}{\partial t}}\right)_{u}=u\pm c(u)},
que al integrarse se convierte en
{\displaystyle x=t[u\pm c(u)]+f(u)}
donde {\displaystyle f(u)} es una función arbitraria. Esta ecuación indica que las características en el plano {\displaystyle x}-{\displaystyle t} son simplemente líneas rectas. Cuando {\displaystyle f(u)=0} y, en consecuencia, desaparecen la escala de longitud y la escala de tiempo asociadas a la función inicial, el problema es autosimilar y la solución depende únicamente de la relación {\displaystyle x/t}. Este caso particular se denomina «onda simple centrada».

## Ondas simples bidimensionales estables
De forma similar a las ondas unidimensionales inestables, se pueden derivar ondas simples en un sistema bidimensional estable. En este caso, la solución viene dada por
{\displaystyle y=xf_{1}(p)+f_{2}(p)}
donde {\displaystyle f_{1}(p)=(\partial y/\partial x)_{p}} y {\displaystyle f_{2}(p)} es una función arbitraria de la presión. Las características en el plano {\displaystyle x}-{\displaystyle y} son líneas rectas. De manera similar, el caso correspondiente a {\displaystyle f_{2}(p)=0} se denomina «onda simple centrada»; el abanico de expansión de Prandtl-Meyer es un caso especial de esta onda centrada.